# Bisbat de Belfort-Montbéliard
El bisbat de Belfort-Montbéliard (francès: Diocèse de Belfort-Montbéliard, llatí: Dioecesis Belfortiensis-Montis Beligardi) és una seu de l'Església Catòlica a França, sufragània de l'arxidiòcesi de Besançon. Al 2012 tenia 247.400 batejats sobre una població de 325.364 habitants. Actualment està regida pel bisbe Dominique Blanchet.

## Territori
La diòcesi comprèn tot el departament de territori de Belfort, així com el poble de Montbéliard, al departament de Doubs, i d'Héricourt, a l'Alt Saona.
La seu episcopal és la ciutat de Trévenans, a mig camí entre les dues ciutats de Belfort i Montbéliard, que donen nom a la diòcesi. A Belfort es troba la catedral de Sant Cristòfor.
El territori s'estén sobre 1.472 km², i està dividit en 133 parròquies, agrupades en 8 àrees pastorals.

## Història
La diòcesi va ser erigida el 3 de novembre de 1979 mitjançant la butlla Qui divino consilio del papa Joan Pau II, obtenint el seu territori de l'arxidiòcesi de Besançon.

## Cronologia episcopal
- Eugène Georges Joseph Lecrosnier † (3 de novembre de 1979 - 1 de març de 2000 jubilat)
- Claude Pierre Charles Schockert (1 de març de 2000 - 21 de maig de 2015 jubilat)
- Dominique Blanchet, des del 21 de maig de 2015

## Estadístiques
A finals del 2012, la diòcesi tenia 247.400 batejats sobre una població de 325.364 persones, equivalent al 76,0% del total.
| any  | població | població | població | sacerdots | sacerdots       | sacerdots       | sacerdots             | diaques | religiosos | religiosos | parròquies |
| ---- | -------- | -------- | -------- | --------- | --------------- | --------------- | --------------------- | ------- | ---------- | ---------- | ---------- |
| any  | batejats | total    | %        | total     | clergat secular | clergat regular | batejats por sacerdot | diaques | homes      | dones      |            |
| 1980 | 276.000  | 326.550  | 84,5     | 177       | 164             | 13              | 1.559                 |         | 13         | 23         | 137        |
| 1990 | 275.000  | 326.000  | 84,4     | 155       | 145             | 10              | 1.774                 | 2       | 16         | 116        | 135        |
| 1999 | 271.000  | 321.000  | 84,4     | 120       | 115             | 5               | 2.258                 | 8       | 5          | 59         | 134        |
| 2000 | 248.000  | 313.471  | 79,1     | 115       | 109             | 6               | 2.156                 | 8       | 6          | 81         | 134        |
| 2001 | 248.000  | 313.756  | 79,0     | 114       | 108             | 6               | 2.175                 | 8       | 6          | 71         | 134        |
| 2002 | 248.000  | 313.756  | 79,0     | 110       | 104             | 6               | 2.254                 | 8       | 6          | 68         | 134        |
| 2003 | 248.000  | 313.756  | 79,0     | 108       | 102             | 6               | 2.296                 | 11      | 6          | 69         | 134        |
| 2004 | 240.000  | 313.756  | 76,5     | 104       | 98              | 6               | 2.307                 | 1       | 6          | 69         | 134        |
| 2006 | 240.000  | 313.756  | 76,5     | 94        | 86              | 8               | 2.553                 | 10      | 8          | 51         | 134        |
| 2012 | 247.400  | 325.364  | 76,0     | 82        | 71              | 11              | 3.017                 | 12      | 12         | 31         | 133        |